# جميل أباد (فتح أباد)
جمیل أباد (بالفارسية: جمیل‌آباد) هي قرية تقع في إيران في Fathabad Rural District. يقدر عدد سكانها بـ 304 نسمة .